# Гайбор, Фернандо
Ферна́ндо Висе́нте Гайбо́р Орелья́на (исп. Fernando Vicente Gaibor Orellana; родился 8 октября 1991 года в Монтальво, Эквадор) — эквадорский футболист, атакующий полузащитник клуба «Индепендьенте дель Валье» и сборной Эквадора.

## Клубная карьера
Гайбор — воспитанник клуба «Эмелек». 28 февраля 2010 года в матче против ЛДУ Кито он дебютировал в эквадорской Серии А. 27 ноября в поединке против «Универсидад Католика» Фернандо забил свой первый гол за «Эмелек». В 2013 году Гайбор стал чемпионом Эквадора, а через год повторил это достижение. В начале 2018 года Фернандо перешёл в аргентинский «Индепендьенте». Сумма трансфера составила 3,4 млн евро. 3 февраля в матче против «Колона» он дебютировал в аргентинской Примере.

## Международная карьера
В 2011 году Гайбор завоевал бронзовую медаль на молодёжном чемпионате Южной Америки в Перу. На турнире он сыграл в матчах против команд Уругвая, Парагвая, Боливии, Чили и дважды против Колумбии и Бразилии. В том же году Фернандо принял участие в молодёжном чемпионате мира в Колумбии. На турнире он сыграл в матчах против сборных Австралии, Испании, Коста-Рики и Франции.
16 ноября 2103 года в товарищеском матче против сборной Аргентины Фернандо дебютировал за сборную Эквадора.
В 2016 году Гайбор принял участие в Кубке Америки в США. На турнире он сыграл в матчах против команд Бразилии, Гаити и США.
14 июня 2017 года в поединке против сборной Сальвадора Гайбор забил свой первый гол за национальную команду.

### Голы за сборную Эквадора
| # | Дата         | Место                             | Противник         | Результат | Счёт | Соревнование      |
| - | ------------ | --------------------------------- | ----------------- | --------- | ---- | ----------------- |
| 1 | 14 июня 2017 | Ред Булл Арена, Гаррисон, США     | Сальвадор         | 3:0       | 3:0  | Товарищеский матч |
| 2 | 27 июля 2017 | Джордж Кэпвелл, Гуаякиль, Эквадор | Тринидад и Тобаго | 2:1       | 3:1  | Товарищеский матч |

## Достижения
- Чемпион Эквадора (5): 2013, 2014, 2015, 2017, 2021
- Обладатель Кубка банка Суруга (1): 2018
- Бронзовый призёр Молодёжного чемпионата Южной Америки (1): 2011